# Lance Acord

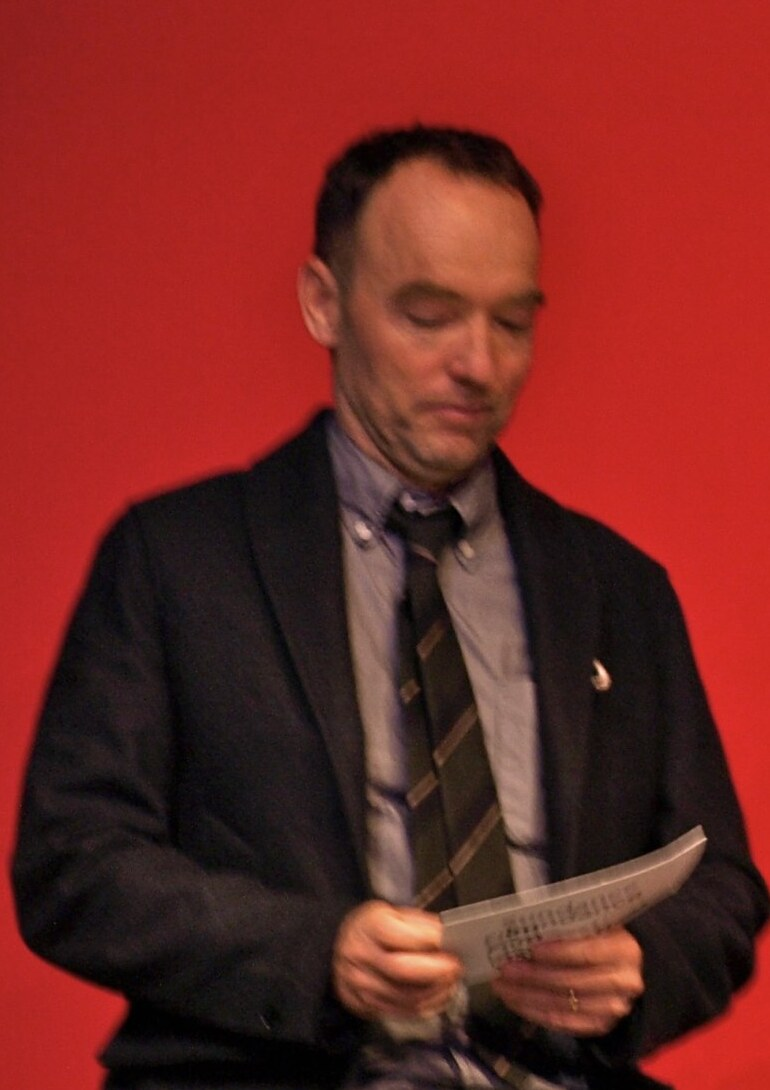
Lance Acord (2015)

Lance Acord (* 9. September 1964 in Fresno County, Kalifornien) ist ein US-amerikanischer Kameramann und Filmproduzent.

## Leben und Karriere
Acord besuchte die Sir Francis Drake High School und studierte Fotografie und Film am San Francisco Art Institute. Er begann seine Karriere mit der Zusammenarbeit mit dem Fotografen und Filmemacher Bruce Weber. Beide produzierten zusammen diverse Dokumentationen, Werbespots und Musikvideos.
Acord gewann den MTV Video Music Award als bester Kameramann für seine Arbeit an Fatboy Slims Musikvideo Weapon of Choice, in dem Christopher Walken die Hauptrolle spielte und Spike Jonze Regie führte.
Er arbeitete mit Regisseuren wie Stéphane Sednaoui, Jonathan Dayton und Valerie Faris, Mark Romanek und Michel Gondry zusammen. Acord inszenierte zahlreiche Werbespots für Kunden wie Levi’s, Volkswagen und Nike.
Als ersten Spielfilm fotografierte er Vincent Gallos Buffalo ’66. Seitdem war er Kameramann bei Spike Jonzes Filmen Being John Malkovich und Adaption., sowie bei Peter Cares Lost Heaven. Unter der Regie von Sofia Coppola drehte er Marie Antoinette, mit der er zuvor bereits Lost in Translation und den Kurzfilm Lick the Star umgesetzt hatte.
1998 gründete Acord gemeinsam mit Jackie Kelman Bisbee die Filmproduktionsfirma Park Pictures.

## Filmografie (Auswahl)
Kameramann
- 1998: Buffalo ’66
- 1998: Free Tibet (Dokumentarfilm)
- 1999: Being John Malkovich
- 2001: Chop Suey (Dokumentarfilm)
- 2002: Lost Heaven (The Dangerous Lives of Altar Boys)
- 2002: Adaption.
- 2003: Lost in Translation
- 2006: Marie Antoinette
- 2009: Wo die wilden Kerle wohnen (Where the Wild Things Are)
- 2012: Wild in the Streets (Dokumentarfilm)
- 2014: Leben und Sterben in God’s Pocket (God’s Pocket)

Produzent
Producer (4 credits)
- 2012: Robot & Frank
- 2014: Leben und Sterben in God’s Pocket (God’s Pocket)
- 2020: Farewell Amor